# Qiu Qiaoping
Qiu Qiaoping, född 31 oktober 1971, är en kinesisk friidrottare. Hon deltog vid olympiska sommarspelen 1992.